# Supino
In grammatica latina, il supino è un nome verbale appartenente alla quarta declinazione, di cui sono rimasti in vigore solamente due casi: l'accusativo (auditum) in -um e l'ablativo in -ū (auditu); le forme hanno un uso piuttosto raro e limitato e possono essere sostituite da altre costruzioni. In italiano, il supino non è presente.

## Il supino in-um
Il supino in -um, tradizionalmente detto supino attivo, è un antico accusativo che indica un complemento di moto a luogo o direzione verso un luogo; viene utilizzato perlopiù in presenza di verbi di movimento (come abire, ire, mittere, venire) per indicare il termine o la fine di un movimento. Generalmente esprime una proposizione finale, ha quindi un valore di fine.
| «Cubitum discessimus.»    |
| «Ci ritirammo a dormire.» |

| «Legati venerunt questum iniurias.»                     |
| «Gli ambasciatori vennero a lamentarsi delle ingiurie.» |

### Limitazioni
- Il supino in -um è di uso piuttosto raro e limitato ad un uso di frasi "già fatte" (si notino gli esempi) come dormitum o cubitum ire, «andare a letto (dormire)»; mittere consultum, «mandare a consultare»; habitatum ire, «andare ad abitare»; filiam alicui nuptum dare (locare), «dare la figlia in matrimonio a uno»; sessum ire, «andare a sedersi»; sessum recipere, «far sedere uno»; frumentatum o pabulatum ire, «andare a fare foraggio (frumento)».
- Il supino in -um unito a iri (infinito passivo di eo) forma una perifrasi utilizzata principalmente in una proposizione infinitiva, con l'idea di infinito futuro passivo.

| «Spero oppidum captum iri.»     |
| «Spero che la città sia presa.» |

Nota: letteralmente la frase andrebbe così tradotta: Spero andarsi a prendere la città.
| «Has litteras tibi redditum iri putabam.»                 |
| «Pensavo che ti sarebbe stata consegnata questa lettera.» |

Nota: letteralmente la frase andrebbe così tradotta: Pensavo che si sarebbe andato a consegnarti questa lettera.

## Il supino in-ū
Il supino in -ū, detto più comunemente supino passivo, viene usato per esprimere un ablativo di limitazione (in italiano, un complemento di limitazione), preceduto da aggettivi che indicano qualità, come acerbus, arduus, asper, dulcis, facilis, difficilis, gravis, horribilis, iucundus, mirabilis, optimus, e in presenza di locuzioni come nefas est, opus est o fas est. Soltanto pochi verbi transitivi hanno il supino in -ū, le forme maggiormente usate sono dictu, factu, memoratu, visu. In italiano, di norma, il supino passivo viene reso attraverso le preposizioni di, da, a con l'infinito passivo (ma se la frase non ha senso, o ha senso "in parte", viene reso anche con l'infinito attivo).
| «O rem non modo visu foedam, sed etiam auditu.»               |
| «Che cosa vergognosa, non solo a vedersi ma pure a sentirsi.» |

| «Sic opus est dictu.» |
| «Bisogna dire così.»  |

### Particolarità
- Nel latino arcaico erano valide anche le forme del supino passivo che uscivano in caso dativo cioè in -ui, anziché in -ū (es. visui) assorbito poi dall'ablativo.
- Il supino passivo non è mai seguito dal complemento oggetto; perciò un'espressione del tipo, «Era facile vincere chi non si opponeva» non viene tradotta con il supino in -ū, ma Erat facile vincere non repugnantes.
- Alternativamente al supino passivo, in particolare nell'epoca classica, si può trovare l'infinito o ad + accusativo del gerundio. Ad esempio, al posto di non facile est inventu, si trova non facile est ad inveniendum. Analogamente facile intellectu fuit, troviamo faciliora intellegere («più facili a capire, da capire»).